# Жирный вторник

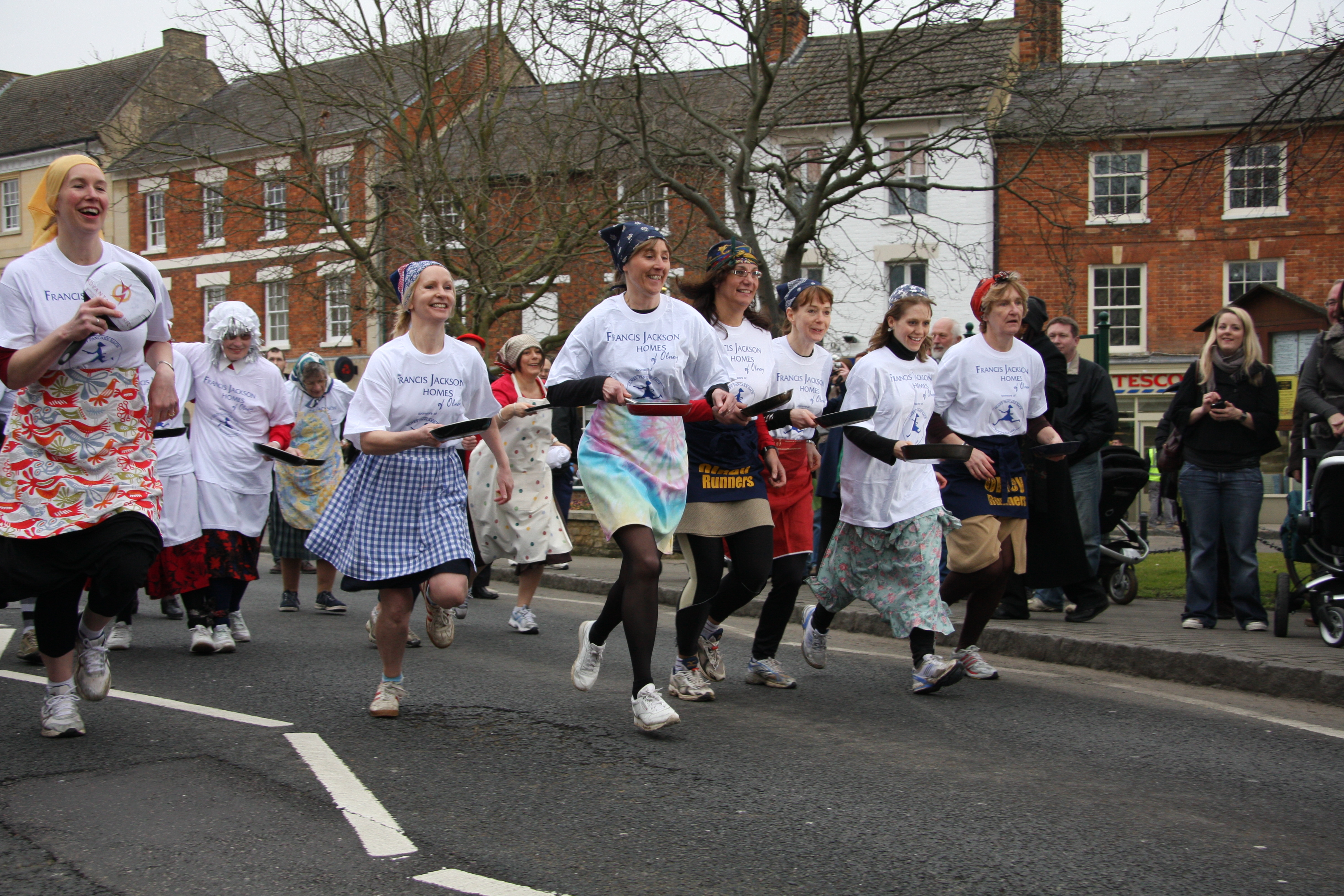
«Блинные бега» в Англии. 2009

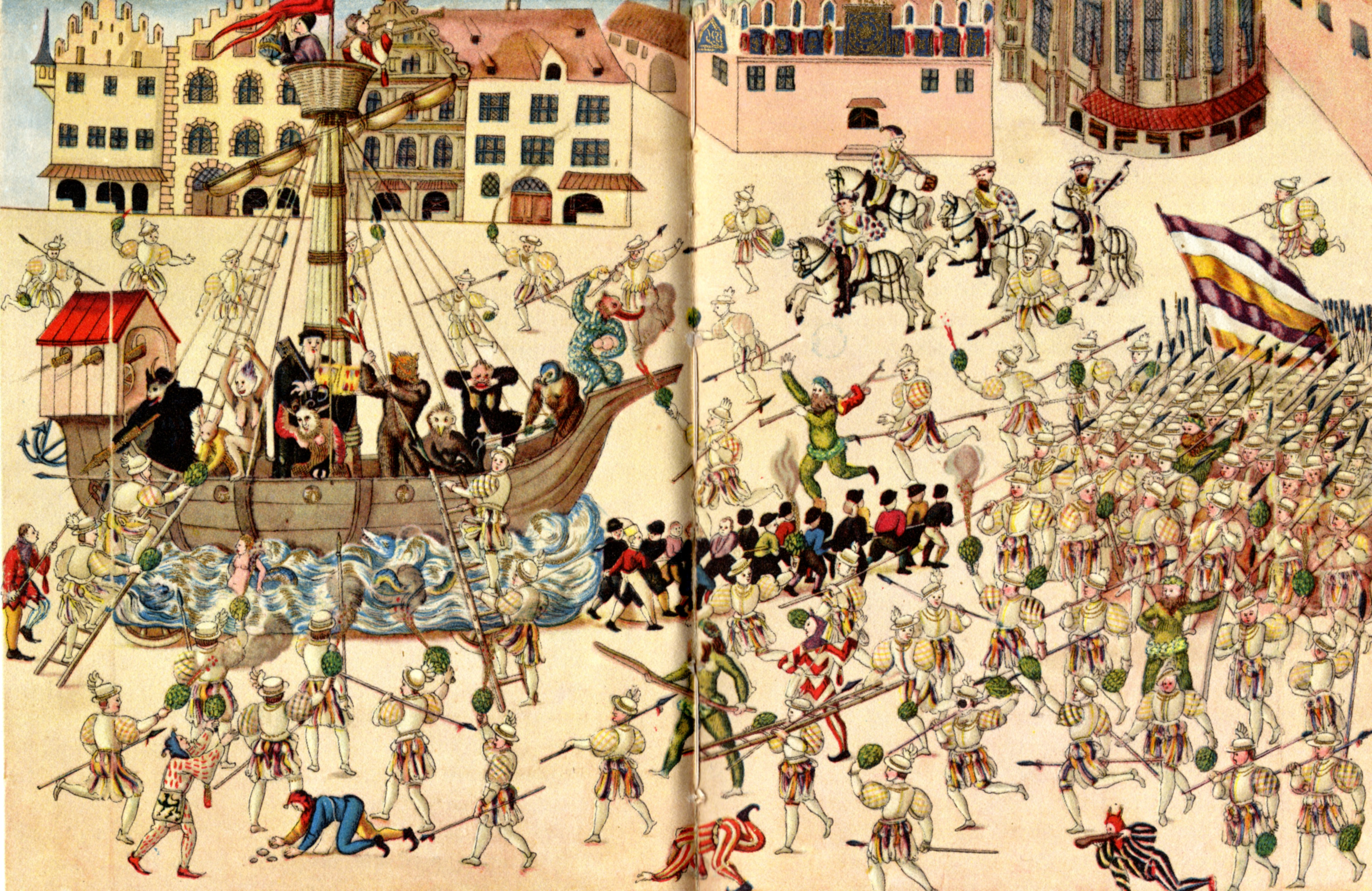
Штурм «ада» — кульминация масленичной потехи. Нюрнберг, 1539 г.

Жирный вторник (англ. Shrove Tuesday; фр. Mardi gras; пол. Ostatki) — праздник-карнавал, канун Пепельной среды, знаменующей начало Великого поста. Во франкоговорящих странах называется Марди Гра (дословно «жирный вторник»); в англоговорящих — Покаянный день, Блинный день, у восточных славян аналог — Прощёное воскресенье.

## Покаянный день
«Покаянный день» (Shrove Tuesday) или «Блинный день» (Pancake Day) популярен в Великобритании, Канаде, Ирландии, Австралии, Новой Зеландии и некоторых штатах США.
В этот день англичане пекут аккуратные блины. Едят их чаще всего традиционно — тёплыми, обсыпанными сахаром и политыми лимонным соком. По традиции многие английские домохозяйки соревнуются за право поучаствовать в «блинных бегах» — забеге на 400 метров среди женщин, несущих в руках горячую сковороду с блином, который на бегу следует подбросить как минимум дважды. Забег начинается в 11 часов утра, когда звонят церковные колокола. Побеждает участница, которой удается подбросить и перевернуть блин на сковородке наибольшее число раз.
Считается, что эта традиция возникла в городке Олни в Бакингемшире, когда в 1445 г. одна женщина так увлеклась печением блинов, что, когда зазвонил церковный колокол, возвещая о начале церковной службы, она побежала в церковь вместе со сковородкой, подбрасывая блин на ней, чтобы он не сгорел.

## Марди Гра
Во франкоязычных странах называется Марди Гра (фр. Mardi gras), в США также «жирный вторник» (англ. Fat Tuesday). Традиции Жирного вторника в разных странах различны, общими чертами являются обильные пиршества и карнавальные представления. В США особо празднуется в Новом Орлеане, где устраивается большое народное гулянье с продолжительным карнавалом.

## Фастнахт у южных немцев

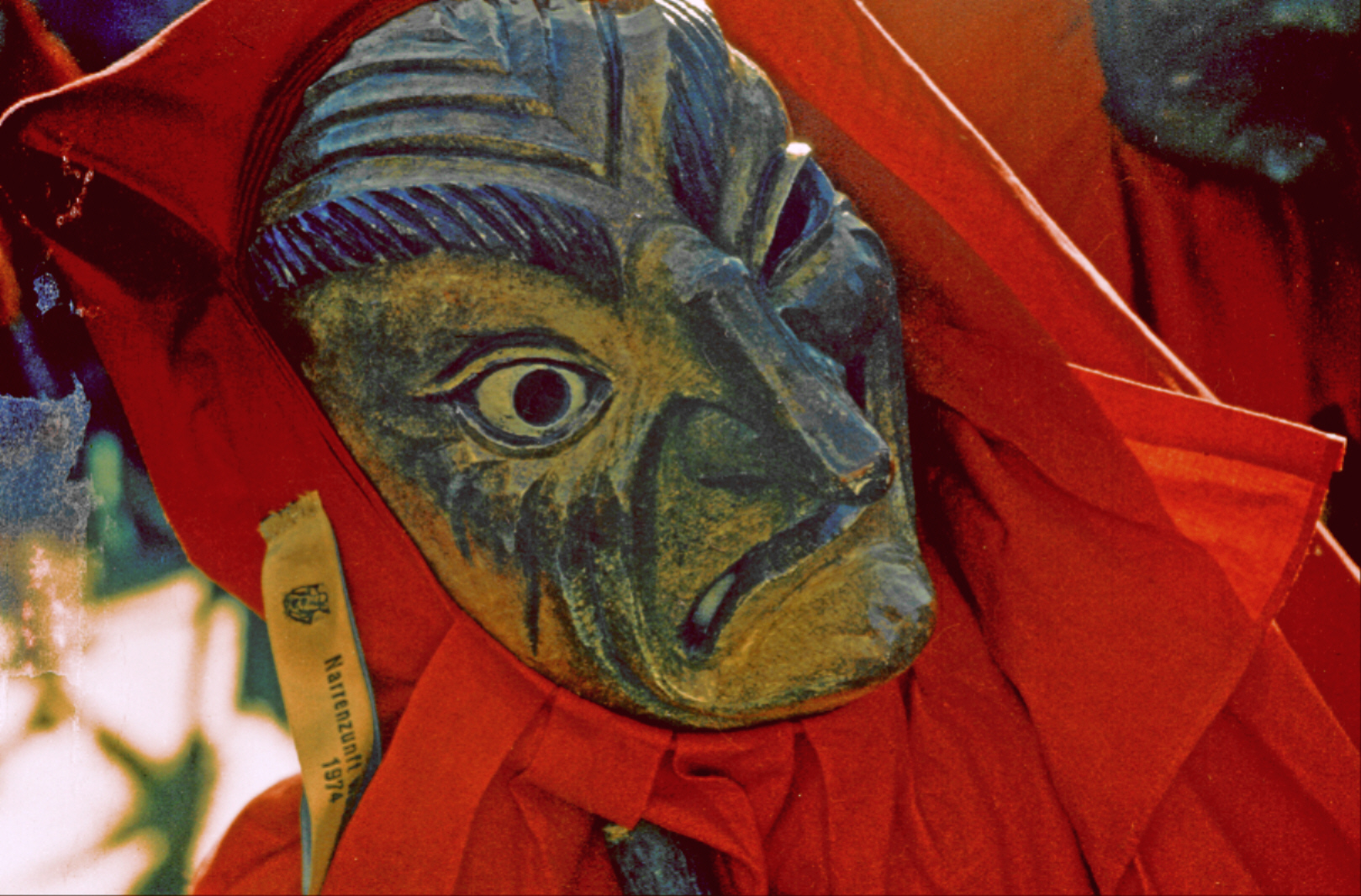
Фастнахт в Германии. 1974

Фастнахт (нем. Fastnacht) — это обозначение карнавалов в юго-западном регионе Германии, в западно-австрийском Форарльберге, в Лихтенштейне, в немецкой части Швейцарии и в Эльзасе. Носят также название Швабско-алеманнский фастнахт.
Для шварцвальдского фастнахта характерно сокрытие личности участников — под покрывалами, необычными нарядами и особыми масками, как правило выполненными из дерева (в особых случаях — также из ткани, картона, глины или жести). В Швабии и Алемании участники карнавалов не меняют ежегодно свои нарядные костюмы, а надевают те же самые из года в год, иногда передавая их по наследству детям, которые продолжают карнавальные традиции.
В большинстве городов и селений немецкой земли Баден-Вюртемберг праздновать фастнахт начинают 6 января, на праздник Богоявления. Однако собственно фастнахт начинается в так называемый Грязный четверг (нем. Schmotzigе Dunnschtig) перед Пепельной средой (Aschermittwoch), на который выпадает апогей карнавала. Начиная с Грязного четверга по городам и сёлам южной Германии, северной Швейцарии, западной Австрии и Эльзаса движутся ряженые процессии, на площадях устраиваются представления. на улицах готовятся и поедаются угощения и пекутся особые пироги — фаснеткухли, рекой льётся пиво и глинтвейн.
Большую роль в организации фастнахта играют происходящие 6 января и несколько последующих дней собрания участников — «шутов» (Narren), на которых оглашается программа последующих праздников и утрясаются последние нерешённые детали. Следующим знаменательным днём фастнахта является Лихтмесс, в пер. Светлое собрание, Светлое гуляние; нем. Lichtmess, на 40-й день после Рождества, 2 февраля (День сурка, Громницы). В этот день «нарры»-участники в различных формах выражения напоминают своим согражданам о самых смешных или значительных событиях прошедшего года. В настоящее время эта традиция упрощена, и нарры просто следуют группами от кабачка к кабачку, где выступают с шутливыми четверостишиями и поют песни. Официально фастнахт праздничными днями не является.

## «Остатки» в Польше

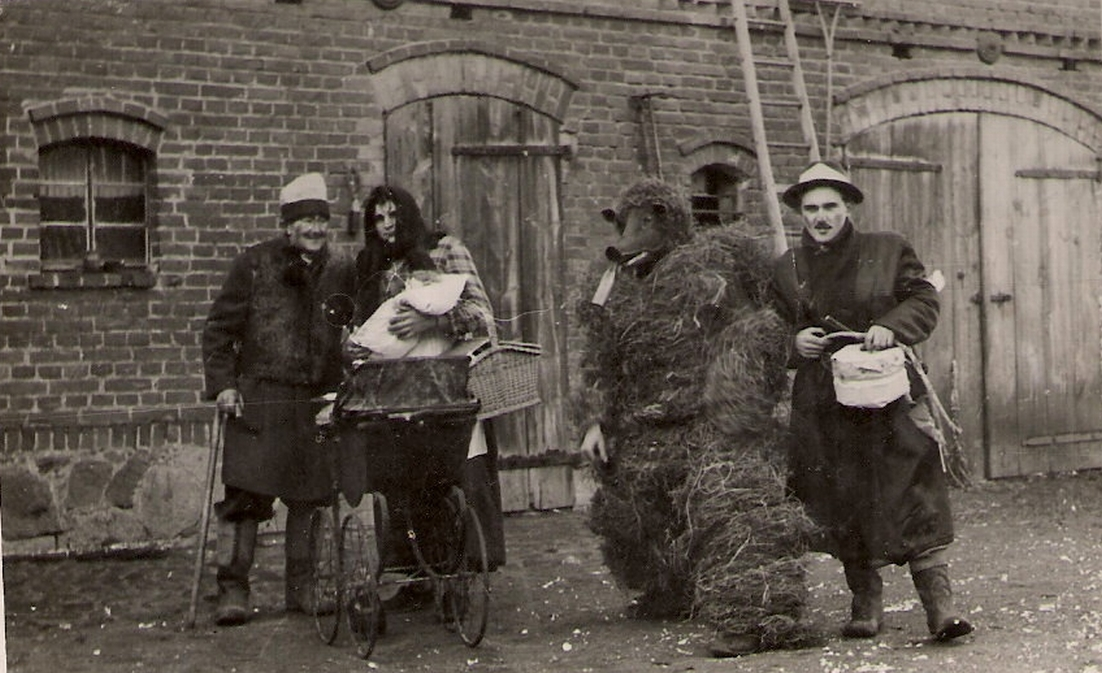
Ряженые на Запусты. Польша, 1950

В Польше c Жирного четверга начинается Мясопуст или Запусты (пол. Mięsopust, Zapusty) — дни, когда проходят балы и вечеринки. В это время едят пончики с разнообразной начинкой (чаще всего с розовым вареньем), сахарной глазурью, иногда посыпанные засахаренной апельсиновой корочкой. Мясопуст всегда заканчивается во вторник, называемый в Польше «Остатки», «Селёдник» или «Куцый вторник» (Ostatki, Śledzik, Kusy wtorek).
В этот день у поляков в Великой Польше, Куявии, Мазовии и в Лодзинском воеводстве был распространён обряд «подкозёлэка» (Podkoziołek). Не женившиеся и не вышедшие замуж в прошедшем свадебном сезоне парни и девушки собирались на совместную пирушку. Молодёжь ставила на бочку перед музыкантом вырезанную из дерева или брюквы фигурку обнаженного мужчины или козла, под которой ставили тарелку или блюдо для сбора денег со всех присутствующих. Это блюдо и называли «подкозёлком». Парни поочередно вызывали на танец девушек, и они должны были класть на блюдо денежный выкуп, дававший им право на танец. При этом пели: «Ой, нужно дать под козлика, нужно дать,/Если кто-то из нас хочет выйти замуж!». Собранные деньги шли музыкантам. В Куявии церемония начиналась с подшучивания над девушками как со стороны парней, так и со стороны музыканта, который в конце концов брал их под свою опеку и некоторых из них уступал парням для танцев, беря с них «подкозёлэк» (выкуп в 2-3 гроша). Выкуп платили и девушки, оставшиеся без кавалеров, либо те, за которых никто не хочет платить. Таким образом они могут себе «закупить парубков», и даже побуждались к этому парнями или женщинами. В Куявии церемония иногда проходила в присутствии ряженого — «козла», а в Великой Польше у бочки, на которую клали деньги, становился парень, «державший в руках куколку, одетую по-немецки, или маленького козлика, сделанного из лоскутков». Всё заканчивается наступлением Пепельной среды в некоторых местах — в среду.

## Мясопуст или Фашанк в Чехии

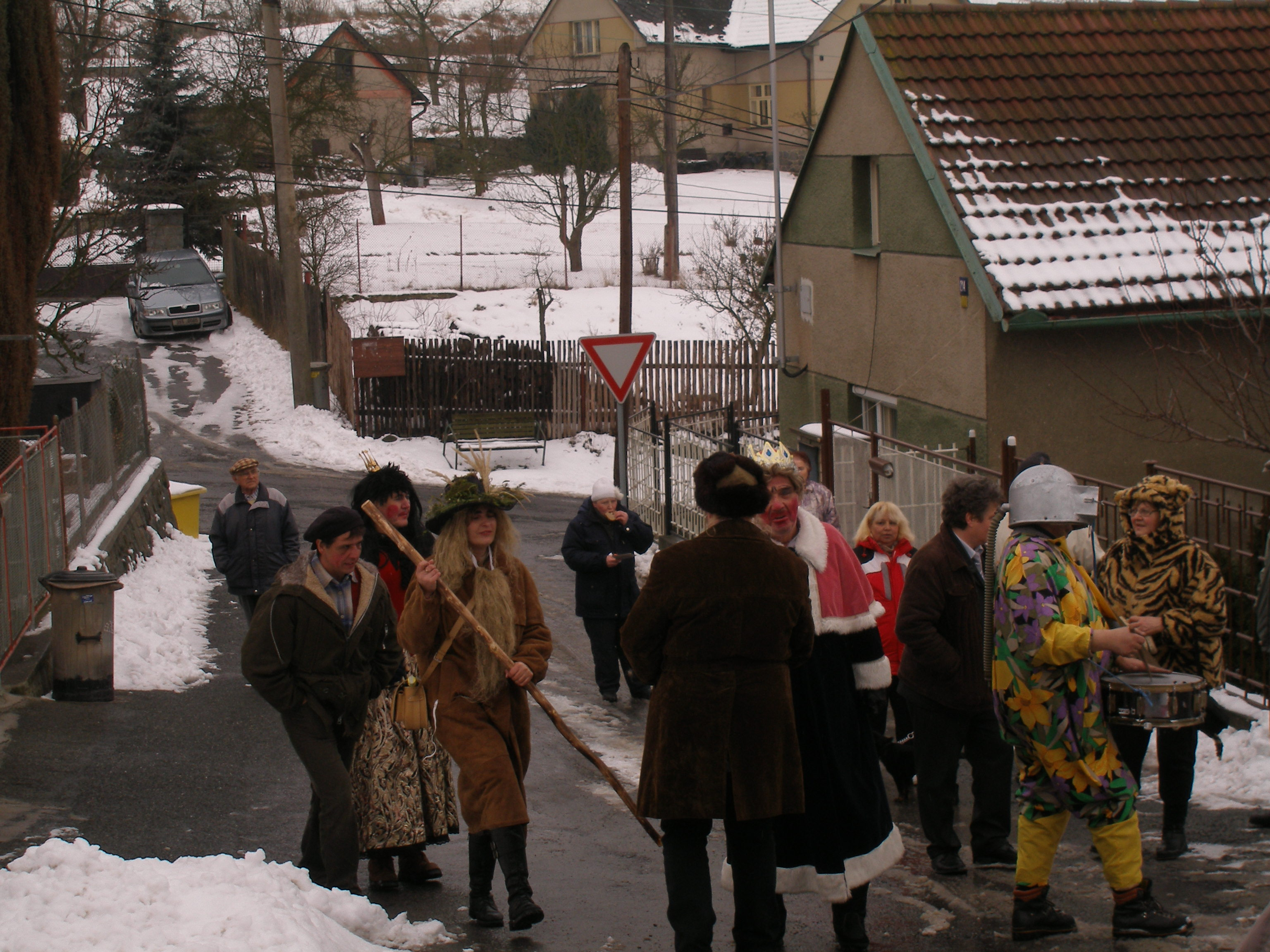
Мясопуст в районе Пршибрам. Чехия, 2009

Время с Трёх королей (6 января) до пепельной среды, с которой начинается 6 недель великого пасхального поста, называют в Чехии — Мясопуст, Шибржинки, Фашанк, Остатки (чеш. masopust, šibřinky, fašank, ostatky). К последним трём дням масопуста — воскресенье, понедельник, вторник — приурочено множество обычаев, как, обходы, переодевание, особые блюда, танцы, танцевальные игры, драматические игрища, и другие формы народных забав. Основными обычаями этих дней являются шествия и обходы ряженых и музыкантов.
Состав ряженых довольно пёстрый. Из зооморфных образов чаще всего переодевались в медведя, который считался символом плодовитости, а также наряжались конём и козой. Из антропоморфных персонажей переодевались в бабу с ношей, женщину с младенцем, в которые обычно рядились мужчины, а также в трубочиста, лесника, врача, жандарма, цыгана, турка, еврея, шута и «смертушку». На юго-востоке Моравии сохранилась традиция обхода «подшабляров», исполняющих древние танцы с саблями (pod sable).
Во вторник ближе к полуночи, символически хоронят контрабас, олицетворявший мясопуст. Во время «похорон» звучат шуточные речи о грехах контрабаса и сатирические обращения к односельчанам. Веселье порой продолжается за полночь. Хозяева собираются в винном погребке и там только окончательно прощаются с масопустом. На следующий день в Пепельную среду до обеда ещё можно было выпить кофе со сдобными рулетами или с молоком, и даже выпить настойки или домашнего вина.

## Вастлавьи в Северной Европе

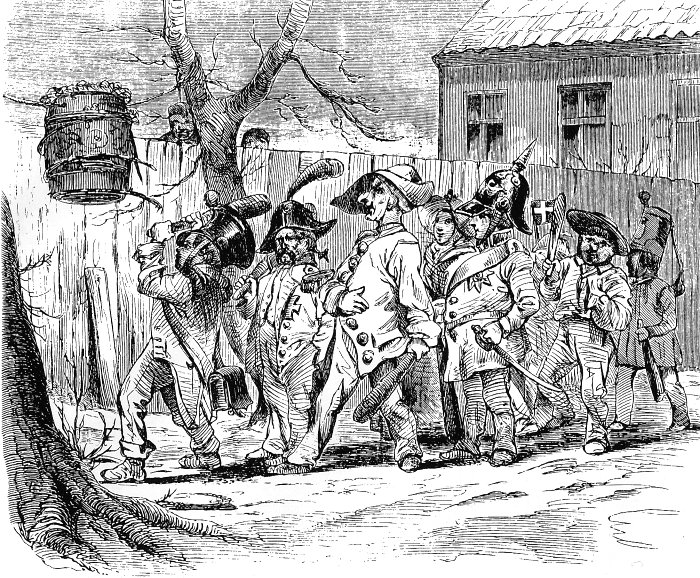
Разбивание бочки с кошкой. Дания, XIX век.

Вастлавьи — праздник, который традиционно отмечался жителями Дании, Норвегии, северной Германии, Латвии и Эстонии. Название восходит к немецкому die Fastnacht, то есть «Ночь поста». По установившейся традиции празднество распадались на две соотносящиеся друг с другом части: вастлавские друнки (вариант: трунки) (от нем. drinken — пить) и постные друнки. Водоразделом между этими двумя частями являлась Пепельная среда, которой являлась седьмая среда перед Пасхой. По-другому период праздника, который «гуляли» до Пепельного дня начиная с четверга предыдущей недели, назывался Малые вастлавьи.
В Дании дети наряжаются в разнообразные костюмы и маски, берут в руки берёзовые веточки, украшенные яркой бумагой и конфетами, и ходят с песнями по улицам, ожидая сладких подарков от прохожих.
В Норвегии празднуют три дня, начиная с «Жирного воскресения». Вся праздничная еда должна быть очень сытной: сало, мясо, молочные продукты, сдобные булочки. У норвежцев существовал обычай, когда мужчинам и женщинам полагалось откусывать от одного бутерброда. Считалось, что чем больше откусывали, тем богаче будет урожай в этом году.
В Риге Вастлавьи завершались роскошным пиром, распорядитель торжества строго следил за гостями, не позволяя им покинуть пиршество, пока они не выпьют своё пиво (так называемая средневековая пивная норма).

## Даты празднования
| - 2010 — 16 февраля - 2011 — 8 марта - 2012 — 21 февраля - 2013 — 12 февраля - 2014 — 4 марта - 2015 — 17 февраля - 2016 — 9 февраля - 2017 — 28 февраля - 2018 — 13 февраля - 2019 — 5 марта - 2020 — 25 февраля - 2021 — 16 февраля - 2022 — 1 марта | - 2023 — 21 февраля - 2024 — 13 февраля - 2025 — 4 марта - 2026 — 17 февраля - 2027 — 9 февраля - 2028 — 29 февраля - 2029 — 13 февраля - 2030 — 5 марта - 2031 — 25 февраля - 2032 — 10 февраля - 2033 — 1 марта - 2034 — 21 февраля - 2035 — 6 февраля - 2036 — 26 февраля | - 2037 — 17 февраля - 2038 — 9 марта - 2039 — 22 февраля - 2040 — 14 февраля - 2041 — 5 марта - 2042 — 18 февраля - 2043 — 10 февраля - 2044 — 1 марта - 2045 — 21 февраля - 2046 — 6 февраля - 2047 — 26 февраля - 2048 — 18 февраля - 2049 — 2 марта - 2050 — 22 февраля |